# Frank País
Frank Isaac País García, o "Paris", (Santiago de Cuba, Cuba, 7 de diciembre de 1934 - ibídem, 30 de julio de 1957) fue un dirigente estudiantil reformista, maestro y revolucionario cubano que luchó contra la dictadura de Fulgencio Batista integrando el Movimiento 26 de Julio. Su asesinato por la policía en las calles de Santiago de Cuba el 30 de julio de 1957, cuando contaba con 22 años, desencadenó una ola de protestas en todo el país y constituyó un acontecimiento decisivo para impulsar la Revolución cubana. Considerado en Cuba como mártir de la revolución.

## Biografía
Frank País nació el 7 de diciembre de 1934, en Santiago de Cuba. Su padre era Francisco País Pesqueira, un pastor protestante casado con Rosario García Calviño, ambos de Marín, provincia de Pontevedra, Galicia (España), que emigraron a Cuba. Francisco País Pesqueira figura como primer converso y bautizado de la Iglesia Evangélica de Marín y fue uno de los miembros fundadores de la primera Iglesia Bautista de Santiago de Cuba.
Al morir su padre, su madre se hizo cargo, en solitario, cuando País tenía 5 años de edad y sus hermanos Agustín y Josué, 3 y 2 respectivamente. Con la economía otorgada por la Convención Bautista de Cuba Oriental, como resultado del trabajo pastoral del padre, una especie de jubilación, la madre compró viviendas y comenzó a vivir del alquiler de las mismas. País dejó sus estudios de arquitectura para ingresar a la Escuela Normal de Maestros de Oriente en donde se graduó el 6 de julio de 1953.
Se destacó como dirigente estudiantil, fue uno de los principales cabecillas de la Asociación de Estudiantes, y partidario del movimiento latinoamericano de Reforma Universitaria, integrando el Bloque Revolucionario Estudiantil Normalista (BREN), constituyendo la Federación Local de Centros de Segunda Enseñanza y participando en el Directorio Estudiantil Revolucionario.El 10 de marzo de 1952 acudió, junto con otros estudiantes, al Cuartel Moncada, en respuesta a la asonada batistiana que condujo a la dictadura de Fulgencio Batista. Este hecho supuso el punto de inflexión que le convertiría en un luchador por la libertad y contra la dictadura batistiana 
Comenzó a trabajar como maestro en 1954 en el Colegio del Salvador, donde se destacó por la pasión con que difundía las ideas nacionalistas, democráticas y cristianas, especialmente el pensamiento y la obra de José Martí, mostrando una aparente contradicción entre la religiosidad que profesaba y los ideales revolucionarios que se solventa en la reducción a su creencia en el Hombre y en el futuro así como su deseo de conseguir una sociedad mejor sin abandonar sus creencias cristianas. Creó el Centro La Flor Martiana y puso en práctica la República Escolar, basada en conceptos de democratización de la escuela y participación de los estudiantes.

### Revolución cubana
En 1954, Frank País, Pepito Tey y otros jóvenes del Oriente cubano crearon Acción Revolucionaria Oriental (ARO) con el fin de organizar la lucha armada contra la tiranía de Batista. Pocos meses después cambian el nombre de la organización por Acción Nacional Revolucionaria (ANR). En 1955, cuando Fidel Castro, recién amnistiado, y el grupo que había asaltado el Cuartel Moncada formaron el Movimiento 26 de Julio, Frank País solicitó y obtuvo el ingreso de los miembros del ANR al M-26-7. Su paso a la clandestinidad lo realizó con el seudónimo de David.
Inicialmente País integró la dirección del M-26-7 en Oriente, y en 1956 fue designado Jefe de Acción y Sabotaje del M-26-7 en todo el país. El 30 de noviembre de 1956 dirigió el levantamiento armado en Santiago de Cuba en apoyo al desembarco del yate Granma desde el que habrían de desembarcar Fidel Castro y un grupo de guerrilleros con el fin de instalarse en la Sierra Maestra.
El 9 de marzo de 1957 fue detenido y enjuiciado con los sobrevivientes del Granma y los combatientes del levantamiento del 30 de noviembre, siendo absuelto en mayo de 1957, en medio de una gran agitación popular. Desde ese momento fue uno de los principales organizadores del apoyo a la guerrilla de Sierra Maestra y la extensión de la insurrección a toda la isla.
El 30 de junio de 1957 fue asesinado su hermano Josué País y exactamente un mes después resultó él mismo asesinado en el Callejón del Muro de Santiago de Cuba, junto con Raúl Pujol.
El periodista Pedro García relata así el momento de su asesinato:

Al mediodía, después de almorzar, se reunió con dos muchachos del Movimiento. Le traían el libro que había pedido: Entre la libertad y el miedo, de Germán Arciniegas. Una de las mujeres se percató de que la policía batistiana venía registrando unas cuadras más abajo, casa por casa, subiendo por la santiaguera calle San Germán. Él tomó una decisión: ordenó a los dos jóvenes que se marcharan en el carro. Alegó que le sería mucho más fácil alejarse a pie. A las mujeres les entregó unos documentos. "No pueden caer en manos de la tiranía", dijo. Salió con el dueño de la casa, el combatiente Raúl Pujol, San Germán arriba. "Eh, detengan a esos dos", gritó un esbirro. Les rodearon los uniformados. "Pero, ¿no sabe quién es este, coronel? –un connotado chivato sonreía cínicamente–. Es Frank País." Comenzaron a golpearlos. Cuando finalmente ametrallaron a Pujol, ya el joven estaba sin conocimiento. A Frank lo empujaron hasta el callejón del Muro y allí le acribillaron a balazos. "Aquí todo el mundo tiene que tirar, delante de todo Santiago", vociferaba el coronel. Los esbirros vaciaron sus armas sobre los cadáveres. Arrojaron cerca del de Frank una pistola 45 con dos peines; luego se vio que eran de un calibre distinto. Era el 30 de julio de 1957.

En respuesta se declaró una huelga general en toda Cuba y su entierro se organizó como un desafío a la dictadura de Batista y alcanzó una convocatoria masiva que la hizo la más grande manifestación popular conocida hasta entonces por esa ciudad. El cuerpo de País fue vestido con el uniforme verde olivo y el brazalete negro y rojo del Movimiento 26 de Julio.
La movilización del 30 de julio de 1957 está considerada como una de las fechas decisivas de la Revolución cubana y la caída de la dictadura de Fulgencio Batista. Ese día ha sido instituido en Cuba como Día de los Mártires de la Revolución.